# Lungtok Tenpai Nyima
Lungtok Tenpai Nyima, aussi écrit Lungtok Tenpei Nyima (tibétain : ལུང་རྟོགས་བསྟན་པའི་ཉི་མ, Wylie : lung rtogs bstan pa'i nyi ma), né le 1er juin 1927 au village de Kyongstang (province de l'Amdo de l'Est du Tibet) et mort le 14 septembre 2017 à Dolanji (Himachal Pradesh, en Inde), a été le 33e menri trizin, le chef spirituel de la religion bön, depuis 1968.
Il étudia la religion bön à Phuntsog Dargye Ling. À l'âge de 24 ans, il obtient son diplôme de guéshé. En 1959, il s'enfuit du Tibet pour le Népal. Il s'est établi à Sameling au Népal. Là, il rencontra le tibétologue David Snellgrove qui étudiait la littérature dans ce monastère.
Sur son invitation, Lungtok Tenpei Nyima est allé en Europe, où il a donné des enseignements au Royaume-Uni pendant un certain nombre d'années sur la culture tibétaine. À l'invitation de Per Kværne, expert occidental en recherche sur la littérature, il a également enseigné en Norvège.
En mars 1968, pendant un séjour en Norvège, il a reçu le message qu'il a été choisi comme le 33e menri trizin dans la succession et, en conséquence, en tant qu'abbé du monastère de Menri à Dolanji, en Inde. Ce monastère est la contrepartie en exil du monastère de Menri au Tibet fondé en 1405. Jusqu'à la fin de sa vie, il est resté chef spirituel de la religion bön.